# Quixeramobim
Quixeramobim là một đô thị thuộc bang Ceará, Brasil. Đô thị này có diện tích 3275,838 km², dân số năm 2007 là 67903 người, mật độ 20,73 người/km².